# Vellozia
Vellozia là một chi thực vật có hoa trong họ Velloziaceae.